# Државна организација Османског царства
Османско царство је током векова развило врло напредну организациону структуру државе. Иако је имала врло централизовану владу, са султаном као врховним владаром, имала је добру контролу над свим својим провинцијама и становницима, као и званичним представницима народа. Богатство и положај се није увек наслеђивао већ се много чешће морао лично заслужити. Положаји су обично представљени у виду титула као везири и аге. Војна служба је била кључна за напредовање у хијерархији.

## Царска влада
Са ширењем царства расла је и потреба за бољим системом административне организације. Временом је дуални систем владавине војне ("централни систем") и цивилне администрације ("провинцијска управа") развио облик одвојене власти, где су највише функције у царству држали војни ауторитети, а судске и основне административне дужности су пребачене на цивилне власти. Ван овог система су били различити облици вазалних и потчињених држава. 
Царство је било подељено на вилајете. За сваки вилајет је одређен управитељ вилајета. Идеја о вилајетима је заснована на примеру селџучких вазалских држава (Uç Beyliği) у централној Анатолији.

## Централни систем (војна администрација)
Централни систем је био заснован на султану и његовој свити (библиотекари, итд.) што је било познато као „Кућа Османа“. Кућу Османа је саветовао Диван. Диван је био састављен од великих везира и владајуће класе тј. племића. Владајућа класа се звала ашкери и подразумевала је племиће, судске званичнике, војне представнике и верску класу (улема). 
Диван је временом постао веома моћан и након султана Мурата V, султан престаје да учествује на заседањима Дивана.

### Кућа Османа
Турци нису имали наследни систем преношења власти, са оца на најстаријег сина, или на владаровог најстаријег брата. Круна је углавном прелазила на султановог сина, али се наследни систем често мењао и није се увек придржавало тих правила.

### Диван
Султан је имао велики број саветника и министара. Најмоћнији међу њима су били везири са Дивана, на чијем челу је био велики везир. Диван је био савет где би се везири састали и расправљали о политици царства. Велики везир је имао ту дужност да обавести султана о мишљењима Дивана. Султан је углавном узимао савете својих везира у разматрање али ни у ком случају није био обавезан да му се потчини. Понекад би и сам султан сазивао састанак Дивана ако би имао нешто важно да саопшти својим везирима (нпр. надолазећи рат). Везири су тада спроводили његова наређења. У 14. веку се Диван састојао од три везира а у 17. од једанаест, од чега су четворица служили као везири дома као најважнији министри после великог везира. Понекад су и командири јањичара (аге) учествовали на састанцима Дивана. 

#### Политичка елита
Везири су били главни племићи, иако су више биле слуге султана. У прилог томе иде и то да су везири имали своје сопствене саветнике кахје (kahya). Остале племићке породице су становале у Истанбулу и често су посећивали двор током партија и церемонија. Верски представници су били још један, важан део двора. Муфтије и имами су увек били присутни током верских церемонија, којих је било пуно. Мутеферика (müteferrika) је био нека врста клуба за младе племиће, где су се састајали синови ефендија, паша и других истакнутих личности. Често су ишли као пратња султана када је султан одлазио у лов.

#### Административна елита
Министри (Nazır) нису имали утицаја на султана колико везири али су имали контролу над министарствима (Nezareti). Министри и ресори су били важан део бирократије Османског царства. Министри су снабдевали везире свим потребним информацијама.
Најважнији министри су били министри правде (Adliye Nazırı), чије министарство је укључивало кадије (kadis), цивилне судије, и војне судије (kadiaskers, kaziaskers), који су били највиша судска власт у царству после сејхулислама (seyhulislam), врховног верског вође улеме (ulema). Други званичници су подразумевали кетударе (Kethüdar), представнике министарства и помоћнике министра, са неколико његових помоћника, калфи (kalfas). Калфе су радиле сву папирологију у османској бирократији.

#### Војна елита
Над сваким војним корпусом је био назир (Nazır), који је имао административну власт. Под њим је био ага, који је имао церемонијалну власт над корпусом. Постојао је и гардијски корпус (Zuluflu Baltaci) под командом чувара мача и дворских гардиста (Bostancı), и они су сносили пуну одговорност за султанов двор. Такође, поред палате се налазило и шест дивизија коњице (Altı Bölük) и, наравно, јањичари.

### Управитељи (Beys)
Наследни владари ових територија су били познати као беје (Beys) и многи су наставили да владају и под суверенством османских султана. Титула је остала не само за бивше владаре већ и за нове управитеље које је султан поставио уместо оних које је склонио.

### Царска влада
Царска влада је додата током Друге конституционе ере. Комитет савеза и напретка је био на снази и већина министара је било из тог комитета.

## Провинцијаска управа (цивилна администрација)
Грађани, варошани и сељаци су чинили нижи слој становништва звани раја. Овај слој становништва није имао никакве везе са верском припадношћу својих становника већ је обухватао све оне који нису ашкери (askeri). 
Цивилна и судска администрација су имале одвојене паралелне системе управе над малим варошким или сеоским јединицама званим кадилуци (kazas), на чијем челу је био кадија (kadı). Кадилуци су даље били подељени на нахије. Кадије су долазиле из улеме (ulema) и оличавали су правни ауторитет султана. 

### Милети (главно представништво)
Државна власт је била хијерархијски систем на чијем дну су били старци (elders), који су формирали милете (millets). Почевши од Танзимата (Tanzimat), милети су имали своје сопствене савете које су сами бирали, што је био још један слој између патријарха и стараца.
Под Османском влашћу, већим верским групама је било дозвољено да успоставе своје самосталне заједниднице зване милети, где је свака задржавала своје сопствене верске законе, традиције и језик, под протекторатом султана. Милете су водили верски поглавари, који су представљали и световне и верске (духовне) вође, и тиме су имали и сопствени интерес у наставку владавине Османског царства.

### Старци (локално представништво)
На дубоко локалном нивоу, градови и села који су припадали милету имали су могућност да задрже своје сопствене микро-структуре које би указивале на степен аутономије.

## Вазалне државе
Османско царство је везало уз себе и много вазалних држава, врло различитих величина. Вазали су плаћали порез султану и често му помагали и давали део своје војске на располагање за османске војне походе. Многе од царских провинција су прво биле вазалне државе пре него што су сведене на провинције. Једина вазална држава која никад није постала провинција је Кримејски канат, који се налазио на подручју око Крима, северно од Црног мора.
- Посебан случај је била грчка 'монашка република' - гора Атос, коју је у Истанбулу представљао само ага као њен агент.